# Tłumik drgań Stockbridge’a

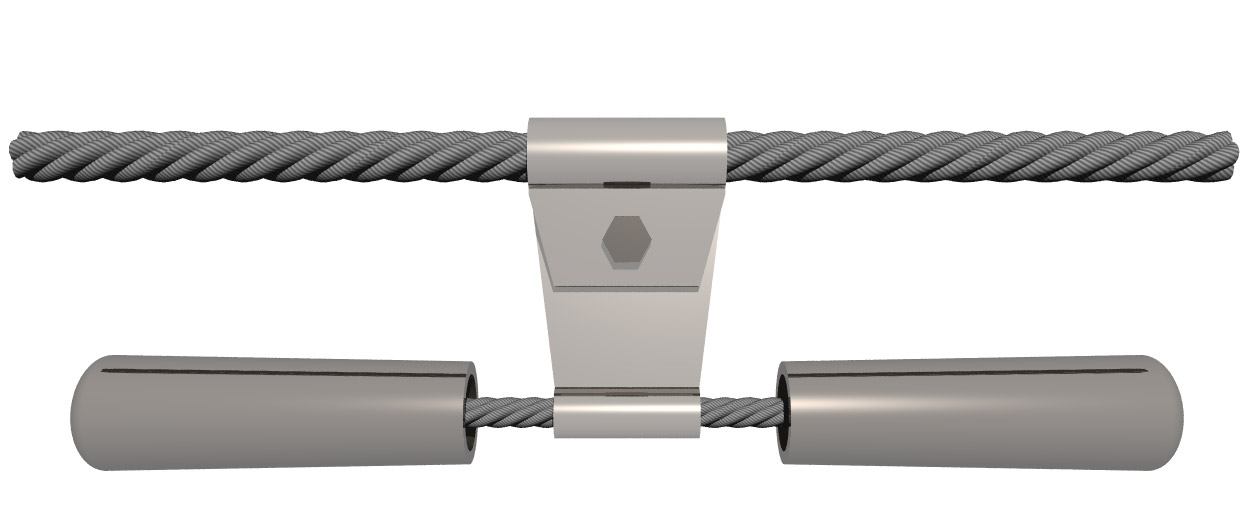
Tłumik zawieszony na przewodzie.

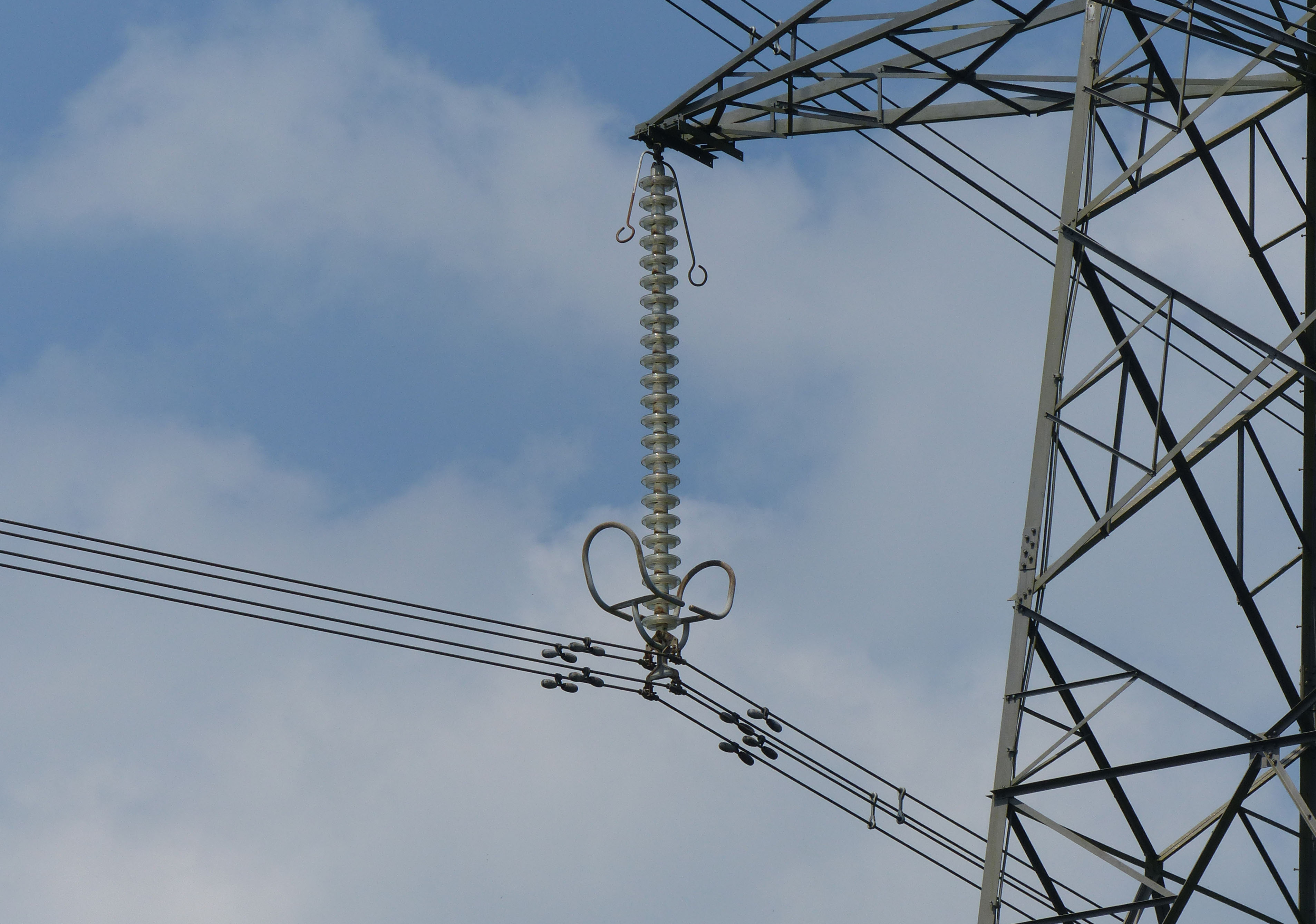
Strzałka wskazuje tłumiki Stockbridge’a na 400 kV linii w pobliżu Castle Combe

Tłumik drgań Stockbridge’a – tłumik drgań eolskich w napowietrznych liniach elektroenergetycznych. Nazwa urządzenia pochodzi od jego konstruktora George’a Stockbridge’a, który opatentował swój wynalazek w 1928 roku.

## Budowa
Tłumik zbudowany jest z trzech zasadniczych elementów:
- zacisku obejmującego przewód;
- elastycznej linki nośnej;
- dwóch mas zamocowanych do końców linki nośnej